# James O. Ellis

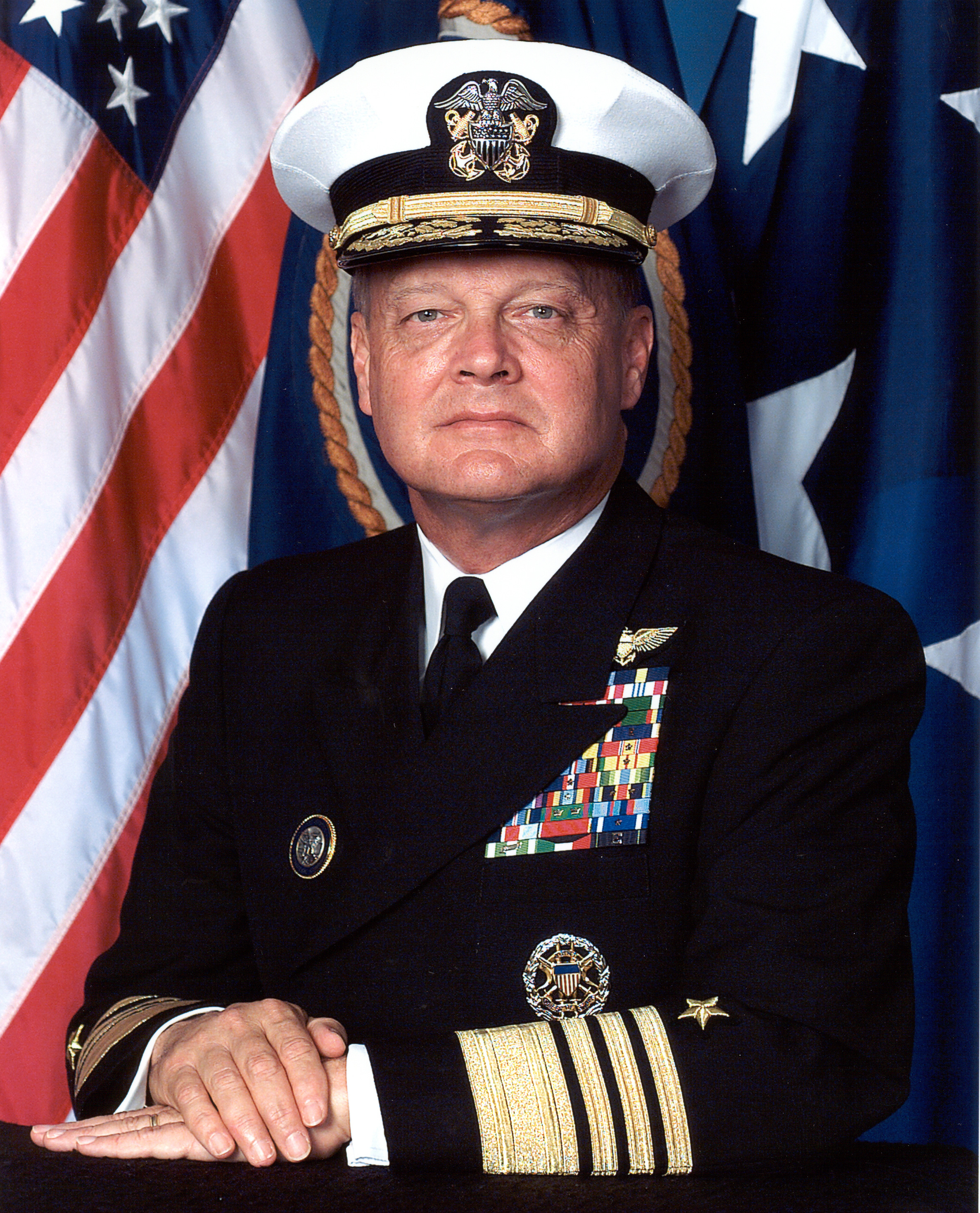
James O. Ellis Jr.

James Oren Ellis Jr. (* 20. Juli 1947 in Spartanburg, Spartanburg County, South Carolina) ist ein pensionierter Admiral der United States Navy. Er war unter anderem Kommandeur der United States Naval Forces Europe und des United States Strategic Command (USSTRATCOM).

## Leben
Im Jahr 1969 absolvierte er die United States Naval Academy in Annapolis in Maryland. In der US-Marine durchlief er anschließend alle Offiziersränge bis zum Admiral.
Im Lauf seiner militärischen Karriere absolvierte er verschiedene Kurse und Schulungen. Dazu gehörten unter anderem eine Ausbildung zum Marineflieger und eine Ausbildung beim United States Navy Nuclear Power Training Program. Außerdem besuchte er die Navy Fighter Weapons School. Zudem erhielt er akademische Grade vom Georgia Institute of Technology, der University of West Florida und der Harvard University.
In seinen frühen Jahren als Marine Pilot war er auf verschiedenen Flugzeugträgern und zwischenzeitlich auch als Stabsoffizier bei verschiedenen Einheiten tätig. Er war im Vietnamkrieg, im Zweiten Golfkrieg, bei der US-Invasion in Panama und der Operation Allied Force im Rahmen des Kosovokriegs eingesetzt. Er kommandierte eine Fliegerstaffel der Marine und dann das Kriegsschiff USS La Salle. Im Jahr 1991 erhielt er das Kommando über den Flugzeugträger Abraham Lincoln. Das Schiff war zunächst an der Evakuierung amerikanischer Bürger nach dem Ausbruch des Vulkans Pinatubo auf den Philippinen beteiligt. Danach lief der Träger den Persischen Golf an, um an der Überwachung der von den USA und Großbritannien eingerichteten Flugverbotszonen im Süden des Irak teilzunehmen.
Nach zwischenzeitlich anderen Verwendungen erhielt James Ellis im Jahr 1996 den Oberbefehl über die Carrier Strike Group 5, die damals im Bereich der Taiwanstraße eingesetzt war. Zwischen Oktober 1998 und Oktober 2001 kommandierte er die United States Naval Forces Europe. Gleichzeitig leitete er die Allied Forces Southern Europe deren Hauptquartier sich in Neapel in Italien befindet.
Am 30. November 2001 erhielt James Ellis auf der Offutt Air Force Base in Nebraska als Nachfolger von Richard W. Mies das Kommando über das USSTRATCOM. Dieses ist verantwortlich für die Führung, Ausbildung, Ausrüstung, Verwaltung und Planung sämtlicher Atomstreitkräfte aller Teilstreitkräfte der Vereinigten Staaten. Dieses Amt übte er bis zum 9. Juli 2004 aus, als James E. Cartwright seine Nachfolge antrat. Anschließend schied er aus dem aktiven Militärdienst aus.
Nach seiner Pensionierung war Ellis zwischen 2005 und 2012 Präsident des Institute of Nuclear Power Operations (INPO) mit Sitz in Atlanta in Georgia. Im November 2013 wurde er für die Hoover Institution der Stanford University tätig. Außerdem gehörte er zwischen 2006 und 2009 dem President’s Intelligence Advisory Board an. Zuvor war er auch Mitglied in der Beratergruppe für die Entwicklungen im Irak (member of the Military Advisory Panel to the Iraq Study Group). Außerdem saß er im Vorstand der Firma Lockheed Martin. 

## Orden und Auszeichnungen
James Ellis erhielt im Lauf seiner militärischen Laufbahn unter anderem folgende Auszeichnungen:
- Defense Distinguished Service Medal
- Navy Distinguished Service Medal
- Legion of Merit
- Defense Meritorious Service Medal
- Meritorious Service Medal
- Navy Commendation Medal

Außerdem erhielt er noch militärische Orden aus Ungarn, Griechenland und Italien. 